# أندريه برينك
أندريه برينك (بالأفريقانية: Andre Brink) هو لغوي ومترجم وكاتب وبروفيسور جنوب أفريقي، ولد في 29 مايو 1935 في Vrede ‏ في جنوب أفريقيا، وتوفي في 6 فبراير 2015 في كيب تاون في جنوب أفريقيا.

## وصلات خارجية
- أندريه برينك على موقع IMDb (الإنجليزية)
- أندريه برينك على موقع الموسوعة البريطانية (الإنجليزية)
- أندريه برينك على موقع مونزينجر (الألمانية)
- أندريه برينك على موقع إن إن دي بي (الإنجليزية)
- أندريه برينك على موقع قاعدة بيانات الفيلم (الإنجليزية)